# Saint-Martin-de-Queyrières
 Saint-Martin-de-Queyrières  es una comuna y población de Francia, en la región de Provenza-Alpes-Costa Azul, departamento de Altos Alpes, en el distrito de Briançon y cantón de L'Argentière-la-Bessée.
Está integrada en la Communauté de communes du Pays des Écrins .

## Demografía
| 516 | 485 | 449 | 524 | 707 | 936 |
| Para los censos de 1962 a 1999 la población legal corresponde a la población sin duplicidades (Fuente: INSEE [Consultar]) |     |     |     |     |     |